# Alessandro (figlio di Lisimaco)
Alessandro (in greco antico: Ἀλέξανδρος?, Aléxandros; fl. 283-281 a.C.) è stato un nobile e militare macedone antico.
Figlio del re di Macedonia e di Tracia Lisimaco, è noto per aver organizzato i funerali del padre a Lisimachia nel 281 a.C.

## Biografia
Secondo Pausania, Alessandro era il figlio di Lisimaco e di una donna odrisia, conosciuta probabilmente dal re macedone ai tempi della guerra contro Seute III (322 a.C.): di lei non sappiamo se fosse la moglie ufficiale o, più probabilmente, un'amante o concubina.
Dopo la morte del fratellastro Agatocle, fatto uccidere dal padre perché sospettato di congiura, seguì la cognata Lisandra, moglie di Agatocle, presso la corte di Seleuco I Nicatore, con il quale si alleò contro Lisimaco.
Sappiamo da Polieno che Alessandro conquistò la città di Cotieio in Frigia prima della battaglia di Corupedio, nella quale Lisimaco fu sconfitto dall'esercito di Seleuco e trovò la morte.
Alessandro ottenne da Seleuco il corpo del padre e provvide ad organizzare i riti funebri presso Lisimachia.